# Les trapelleries d'en Quico i en Flupi
Les trapelleries d'en Quico i en Flupi (en francès Quick et Flupke) són una sèrie de còmics francobelgas creada per Hergé, començada a publicar a la revista belga Le Petit Vingtième a partir de l'any 1930, i que també existeixen traduïdes en català. La sèrie original compta amb 12 àlbums.
Els herois són dos nens del carrer brussel·lesos, anomenats en francès Quick et Flupke (diminutius de Patrick i Philippe en brabançó), que provoquen tota mena d'estralls, sovint sense voler, el que els crea nombrosos problemes amb els seus pares i la policia, especialment amb l'agent 15. Els agrada fabricar tota mena d'artefactes tan inútils com perillosos, com ara avions amb rodes o planejadors.

## Relació amb Tintín
- L'agent 15 s'assembla força als Dupond i Dupont de la sèrie Les aventures de Tintín.
- En Quico i en Flupi són presents enmig de la gentada que es troba a l'estació al principi de l'àlbum Tintín al Congo.[2]
- Tornen a aparèixer, corrent davant dels Dupondt, entre la gentada que ve a dir adéu a l'Aurora en l'àlbum L'estel misteriós.[3]
- També se'ls troba darrere els àlbums de Tintín, on es presenten els títols de les aventures de la sèrie, amb un tirador preparats per a fer petar la botella de whisky del capità Haddock.

## Sèrie de televisió
Les trapelleries d'en Quico i en Flupi han estat adaptades per la televisió el 1981 en una sèrie de dibuixos animats d'episodis molt curts dirigida per Johan De Moor.